# Edgar Röhrig
Edgar Röhrig (* 19. August 1928 in Marktheidenfeld; † 29. November 2011 in Aschaffenburg) war ein deutscher römisch-katholischer Geistlicher, Monsignore.

## Leben
Röhrig besuchte das Priesterseminar in Würzburg und wurde am 19. August 1953 von Bischof Julius Döpfner zum Priester geweiht. Nach seiner Kaplanszeit in Zeil am Main, Unsere liebe Frau in Bautzen, St. Burkard (Würzburg) und Hendungen erhielt er dort 1962 seine erste Pfarrstelle. 1963 wurde er erster Pfarrer in St. Michael Schweinfurt und baute dort das Pfarrzentrum (Kindergarten, Kirche). Er war Studentenseelsorger an der Fachhochschule Würzburg-Schweinfurt. 1974 wurde er Stiftspfarrer in Aschaffenburg. 
Von 1975 bis 1995 war er Dekan des Dekanats Aschaffenburg-Stadt, von 1975 bis 1980 Dekanatspräses für Liturgie und Kirchenmusik, 1997 Dekanats-Caritaspfarrer. Er war Geistlicher Beirat des Bundes katholischer Unternehmer (BKU). 1998 erhielt er von Papst Johannes Paul II. den Ehrentitel „Monsignore“ (Kaplan Seiner Heiligkeit). Die Gründung der ökumenischen Telefon- und Notfallseelsorge sowie der Arbeitsgemeinschaft Christlicher Kirchen (ACK) in Aschaffenburg ist auf seine Initiative zurückzuführen.
Die renovierte Stiftsbasilika, als deren „treu besorgter Wahrer“ er bezeichnet wurde, trägt die Handschrift des kunstbegeisterten Pfarrers. Zum 1. Oktober 1998 trat er in den Ruhestand, half aber weiter in der Seelsorge mit.
Am 16. März 1985 war er Mitbegründer des Vereins „Wiederaufbau Löwenapotheke e.V. - Aschaffenburger Altstadtfreunde“ und wurde dessen erster Vorsitzender. Nach seinem Ausscheiden wurde er dessen Ehrenvorsitzender. Den Aschaffenburger Krippenfreunde e.V. (Krippenbauverein) deren langjähriger Vorsitzender er war, ermöglichte er Arbeit- und Ausstellungsmöglichkeiten in der Kapelle des alten Städtischen Krankenhauses in Aschaffenburg.
Seine letzte Ruhestätte findet er bei den Priestergräbern im Aschaffenburger Altstadtfriedhof unter dem Kreuz des 1811 aufgelassenen Friedhofs von St. Agatha (Aschaffenburg).

## Ehrungen
- 1982 Ritter des Ritterordens des Heiligen Grabes von Jerusalem
- 1998 Liborius-Wagner-Medaille
- 2010 Ehrenzeichen des bayerischen Ministerpräsidenten
- 2010 Bürgermedaille der Stadt Aschaffenburg